# Підгорний Ной Мойсейович
Ной Мойсейович Підгорний (30 жовтня 1897, Житомир, Російська Імперія — 25 грудня 1988, Харків, СРСР) — радянський архітектор, який працював в Харкові, професор. Брат архітектора Ради Мойсеївни Підгорної.

## Життєпис
Ной Мойсейович Підгорний народився 30 жовтня 1897 року у м.Житомирі Волинської губернії у єврейській родині, батько — кустар-мебляр.
У 1913—1918 рр. навчався на архітектурному відділенні Київського художнього училища, у 1924—1929 рр. — в Київському художньому інституті. У студентські роки давав приватні уроки малювання і креслення, писав плакати, оформляв державні свята, працював помічником архітектора на будівництві будівлі Академії наук УРСР (1927—1928 рр.).
У 1930 р. приїхав до Харкова з бригадою архітектора П. Ф. Альошина з проектування і будівництва соціалістичного міста «Новий Харків» в районі Харківського тракторного заводу (ХТЗ).
У 1931—1934 рр. працював старшим інженером Наркомхоза УРСР.
У 1935—1937 рр. працював керівником 3-ї майстерні при Харківській міськраді, де займався проектуванням прив'язок і оформленням фасадів типових шкіл і дитячих садів у Харкові.
У 1938—1941 рр. працював керівником 3-ї архітектурно-планувальної майстерні в Харківському відділенні інституту «Міськбудпроект», брав участь в будівництві 45 шкіл та 50 дитячих установ.
З початком радянсько-німецької війни виїхав з організацією, де він працював, в евакуацію до Новокузнецька (Російська Федерація). Проектував селища для металургів та гірничовидобувних підприємств.
У листопаді 1943, одразу після визволення Харкова повернувся до міста, де обійняв посаду керівника 1-ї майстерні «Міськбудпроекту».
Спільно з архітекторами П. І. Русіновим та Г. Г. Домшлаком займався відновленням житла в зруйнованому центрі для заводу № 75 по вул. Багалія, Чорноглазівській, Садовій (1944 р), інших зруйнованих війною будівель.
У 1945 році розпочав викладацьку діяльність на кафедрі архітектурного проектування Харківського гірничого інституту (викладав до 1979 р.) і продовжува займатися проектуванням.
Аавтор відновлювальних робіт у комплексі Харківського гірничого інституту (нині в ньому працює Харківський Національний університет радіоелектроніки) та проектів нових корпусів вузу. Виконвав проекти відновлення та реконструкції інститутів інженерів залізничного транспорту ім. С. М. Кірова (нині — Український державний університет залізничного транспорту) та інженерно-економічного (нині — Харківський національний економічний університет імені Семена Кузнеця). Йому належить і проект реконструкції науково дослідного інституту ВНІІОМШС (1946-50 рр.) — колишнього Торгового банку на пл. Конституції (арх. О. М. Бекетов, 1899 р.). Займається реконструкцією трьох корпусів студентського гуртожитку «Гігант» по вул. Пушкінській (арх. А. Г. Молокін та Г. Д. Іконніков, 1931 р.).
У 1962 р. отримав звання професора.
Підгорний пішов з життя 25 грудня 1988 року.

## Вибрані проекти та споруди
- Планування і забудова соціалістичного міста «Новий Харків» в районі ХТЗ (в складі колективу авторів)
- Комплекс Харківського гірничого інституту на проспекті Науки у Харкові
- Головний корпус Харківського інституту інженерів транспорту (ХІІТа) на площі Фейєрбаха у Харкові
- Житлові будинки в Харкові:
  - вул. Чернишевська, 95
  - вул. Гаршина, 5/7
  - вул. Гіршмана, 19
  - вул. Пушкінська, 49[2]
  - пер. Фанінський, 4